# بريج
أحد النهرين الذين يتكون منهما نهر الدانوب يقع في ولاية بادن-فورتمبيرغ في ألمانيا ينبع من الغابة السوداء على بعد مسافة قليلة من حدود سويسرا وهو أطول وأقوى من النهر الآخر بريجش والذي يلتقي معه عند مدينة دوناوشينغن يرتفع منبعه 1078 متر فوق سطح البحر.

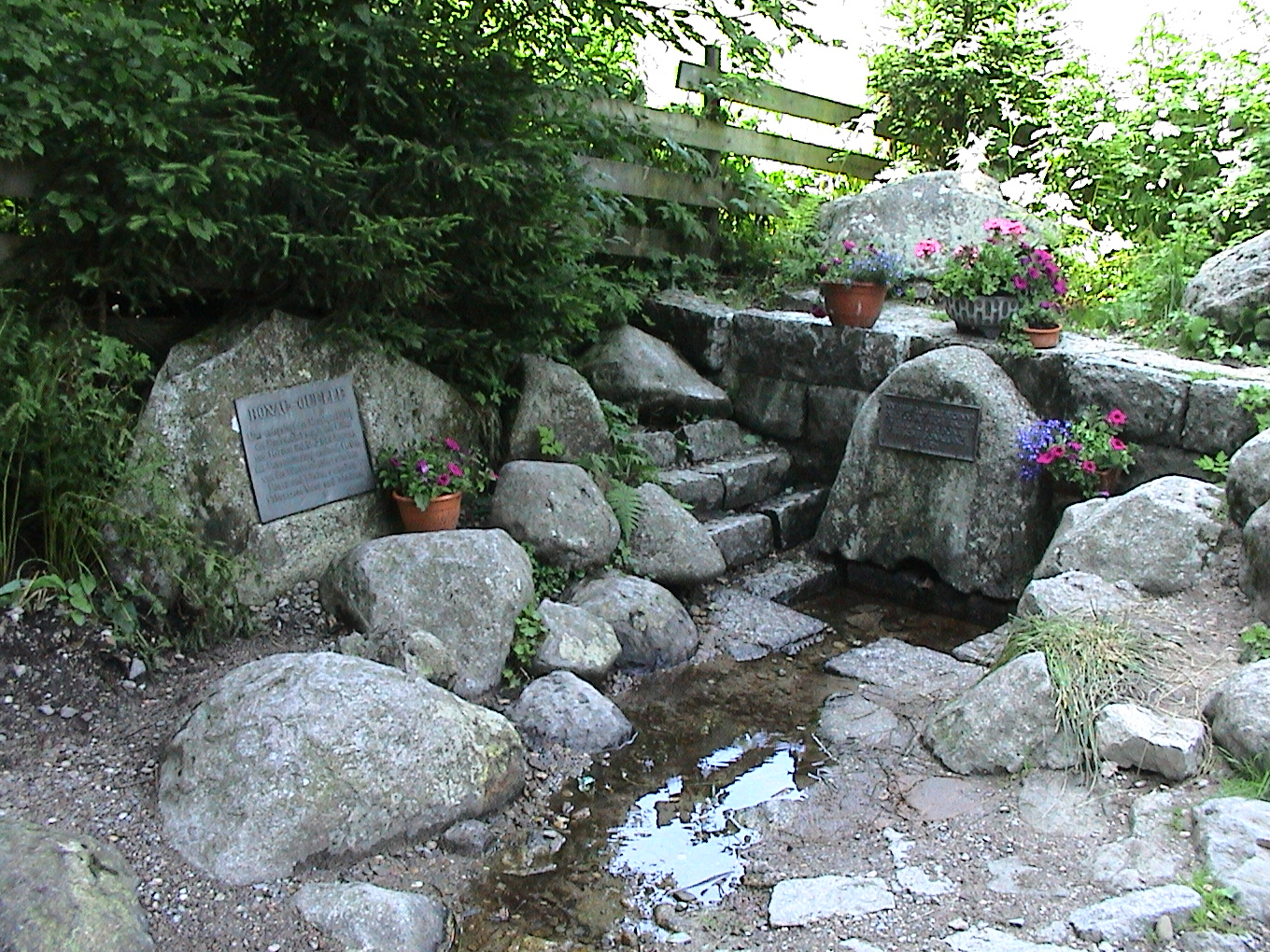
منبع نهر بريج

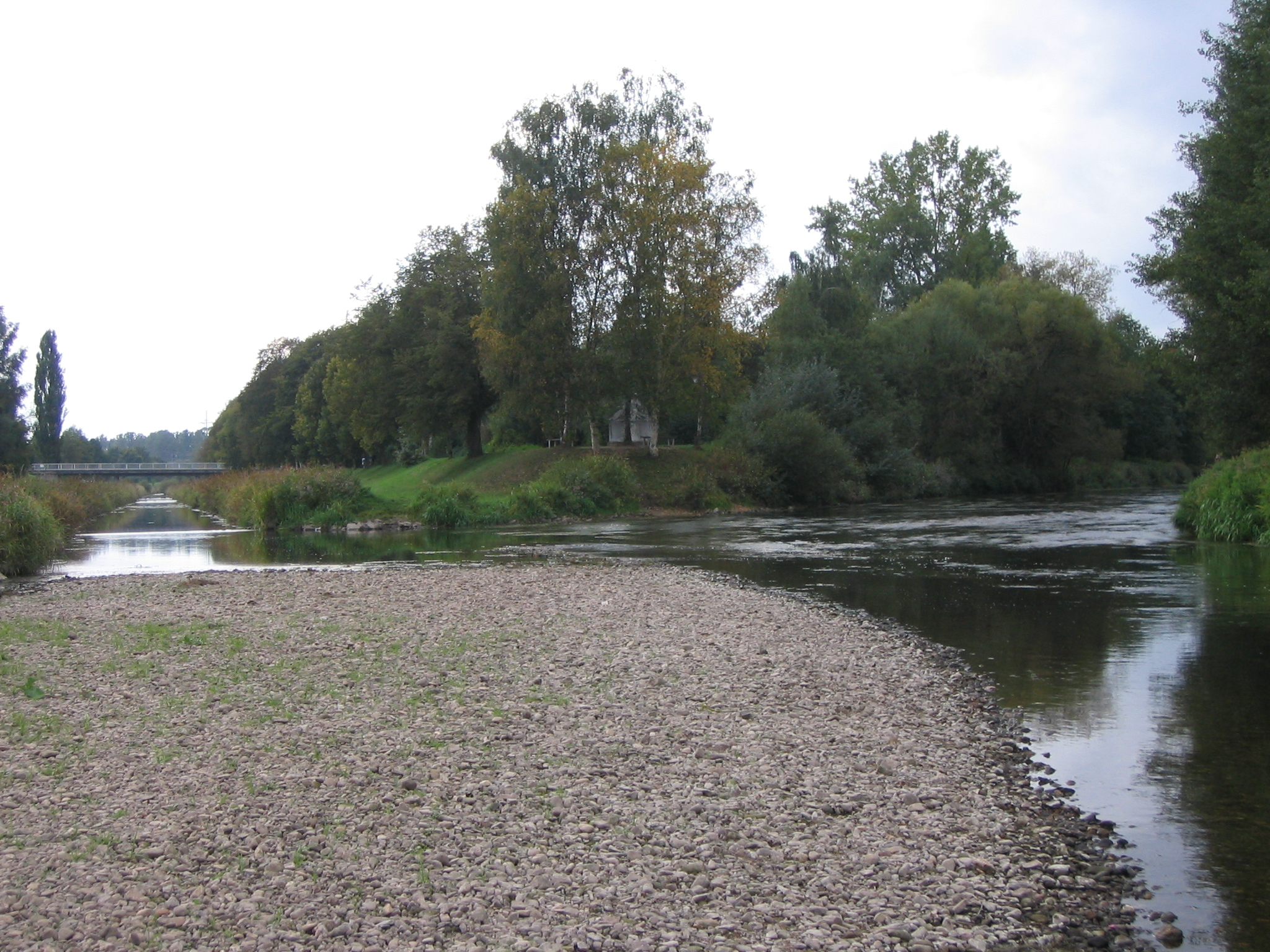
نقطة التقاء نهري بريج وبريجش ليكونا نهر الدانوب